# Carlos Garcés
Carlos Garcés (San Luis de la Paz, Guanajuato, 25 de diciembre de 1899-Churubusco, Coyoacán, Ciudad de México, 2 de mayo de 1952) fue un futbolista mexicano. Formó parte de la selección de fútbol de México que participó de los Juegos Olímpicos de Ámsterdam 1928. Fue también uno de los fundadores de los clubes América y Cruz Azul, y el creador de la porra "Chiquitibum".

## Trayectoria
Garcés se sumó al América semanas después de su creación, convirtiéndose en unos de los primeros jugadores del equipo. Jugó más de una década en el club, siendo partícipe de la conquista de cuatro títulos consecutivos del Campeonato de Primera Fuerza de la FMF entre 1924 y 1928.
Debido a su profesión de dentista, fue contratado por la Compañía Manufacturera de Cemento Portland La Cruz Azul, cuya sede se encontraba en la época en la localidad de Jasso, Hidalgo. En sus frecuentes visitas al establecimiento para dar asistencia odontológica a los trabajadores de la empresa, supo del interés de éstos por fundar un club deportivo. Aunque las autoridades de La Cruz Azul querían conformar un club de béisbol, Garcés los convenció para que crearán uno de fútbol, al cual se integró como capitán y entrenador de su equipo mayor. El delantero jugó varios años en competiciones amateurs con el Cruz Azul, siendo también dirigente del club y de la Cooperativa La Cruz Azul S.C.L. 
Entre 1937 y 1941 se desempeñó como presidente de la Federación Mexicana de Fútbol Asociación.

## Selección nacional
Garcés integró la selección de fútbol de México en su estreno internacional ante su par de Guatemala en 1923. Junto a sus compañeros Adeodato López, Mauro Guadarrama, Horacio Ortíz y José Díaz Izquierdo, fue uno de los primeros jugadores mexicanos en anotar un gol a nivel internacional.
Fue en esa ocasión que creó la porra "Chiquitibum", la cual en años posteriores se convertiría en un icono para los aficionados mexicanos, alcanzando una enorme popularidad y tornándose en parte de las expresiones folclóricas de México.
En 1928 compitió en el torneo de fútbol de los Juegos Olímpicos de Ámsterdam, disputando el partido en que los mexicanos cayeron por 1 a 7 ante el representativo de España. También jugó en la ronda de consolación ante Chile, donde su equipo volvió a ser derrotado.

## Palmarés

### Como jugador
| Título                     | Club         | País   | Año     |
| -------------------------- | ------------ | ------ | ------- |
| Primera División de México | Club América | México | 1924-25 |
| Primera División de México | Club América | México | 1925-26 |
| Primera División de México | Club América | México | 1926-27 |
| Primera División de México | Club América | México | 1927-28 |

| Predecesor: Jesús Salgado | Presidente de la Femexfut 1937-1941 | Sucesor: Enrique Chávez Peón |